# Mariasela Álvarez Lebrón
 (janvier 2018).
Mariasela Álvarez de son vrai nom Mariasela Alvarez Lebrón, née le 31 janvier 1961 à Saint Domingue, est une architecte et présentatrice de télévision dominicaine, connue pour avoir remporté Miss Monde 1982.